# Кягиярви
Кягиярви — пресноводное озеро на территории Поросозерского сельского поселения Суоярвского района Республики Карелии.

## Общие сведения
Площадь озера — 1,1 км². Располагается на высоте 182,2 метров над уровнем моря.
Форма озера продолговатая: оно почти на два километра вытянуто с севера на юг. Берега изрезанные, преимущественно заболоченные.
С западной стороны озера вытекает безымянный водоток, впадающий в Тумасозеро, соединённое протокой с Совдозером, из которого берёт начало река Совдозерка, впадающая в озеро Кинаспуоли, соединяющееся короткой протокой с рекой Суной.
К западу от озера проходит автозимник.
Населённые пункты вблизи водоёма отсутствуют.
Код объекта в государственном водном реестре — 01040100211102000017913.